# Departamento Conesa
Conesa es uno de los 13 departamentos en los que se divide la provincia de Río Negro (Argentina).

## Superficie y límites
El departamento posee una extensión de 9765 kilómetros cuadrados y limita al norte con el departamento Pichi Mahuida, al este con la provincia de Buenos Aires, al sur con el departamento Adolfo Alsina, al oeste y sudoeste con el departamento San Antonio y al noroeste con el departamento Avellaneda.

## Población
De acuerdo al Censo 2010, vivían 7062 personas en todo el departamento. Esta cifra lo ubicaba como el 5.º menos poblado de la provincia.
El censo argentino de 2022 reportó 7429 habitantes.Esto representó un crecimiento del 5.1%

## Localidades y parajes
- General Conesa
- Barrio Colonia Conesa
- Barrio Planta Compresora de Gas

Parajes:
- Colonia Chocori
- Colonia San Juan
- Colonia Santa Rosa
- Colonia Santa Teresita
- Colonia La Luisa
- Colonia San Lorenzo
- Colonia Eustoquio Frías
- Boca de la Travesía